# Raving Rabbids
Raving Rabbids, conhecida em França como Les Lapins Crétins (Os Coelhos Loucos), é uma série de videojogos, um spin-off da série Rayman. Raving Rabbids consiste basicamente em jogos de festa para grupos, mas também tem alguns jogos de plataformas e um de luta. A série foca-se em coelhos, grandes e loucos, conhecidos como Rabbids, que gostam de causar o caos e gritar "BWAAAH!" sempre que têm um despertar de adrenalina. A série é criada por Michel Ancel, e é desenvolvida pela Ubisoft. 
Inicialmente parte da série Rayman (criada em 1995), a popularidade dos personagens, ajudada em parte por marketing viral em forma de vídeos e outras aparências publicas, fez com que Raving Rabbids se tornasse uma franquia independente, retirando o nome "Rayman" em 2009 com Rabbids Go Home. Os Rabbids também fizeram várias aparências em jogos não-Rayman como Red Steel, Teenage Mutant Ninja Turtles: Smash-Up, Tom Clancy's Splinter Cell: Conviction, Assassin's Creed IV: Black Flag e Watch Dogs. A canção "Here Comes the Hotstepper" em Just Dance 2 mostra um Rabbid que tenta dançar com uma coreografa. Uma versão Raving Rabbids do jogo de cartas Jungle Speed, foi lançada em França, juntamente com uma série de televisão e um filme, que está actualmente a ser produzido.
Em Abril de 2014, a série já tinha vendido mais de 14 milhões de cópias mundialmente.
Em 2017 foi lançado o jogo Mario + Rabbids Kingdom Battle, crossover da série Raving Rabbids e da série Mario.